# Tinetto
Tinetto är italiensk ö i Liguriska havet. Det är en av tre närliggande öar i en arkipelag söder om Porto Venere. 1997 blev arkipelagen tillsammans med Porto Venere och Cinque Terre ett världsarv.

## Djurliv
En underart till murödlan, Podarcis muralis tinettoi, är endemisk på ön.